# Classement du combiné du Tour d'Espagne
Le classement du combiné du Tour d'Espagne est l'un des classements annexes du Tour d'Espagne entre 1970 et 2018. Son leader porte un maillot blanc.
Ce classement est calculé en additionnant la position de chaque coureur aux classements général, par points, et de la montagne. Un coureur doit avoir un score dans tous les classements pour être classé au combiné. Le leader est celui qui a le moins de points en additionnant ses trois classements. Par exemple en 2009, Alejandro Valverde remporte ce classement avec 7 points, car il a terminé 1er du général, 2e du classement par points et 4e du classement de la montagne (1+2+4=7).
À partir de 2019, le maillot blanc sur le Tour d'Espagne est attribué au meilleur jeune, tandis que le classement du combiné disparaît,.
Ce classement a été supprimé car faisant trop souvent doublons avec le classement général. Entre 2006 et 2018, seules deux éditions (2012 et 2015) ont vu un vainqueur du classement combiné diffèrent du classement général. Cela est dû au fait que dans le cyclisme moderne, la majorité des écarts se font dans des étapes de montagne (notamment les arrivées au sommet) qui rapportent beaucoup de points au classement de la montagne. De plus, contrairement aux autres grands tour, le tour d'Espagne ne distinguait alors pas les étapes de montagne des étapes de plaine dans le classement par points, qui n'est donc pas dominé par de purs sprinteurs contrairement au tour de France et au tour d'Italie. En définitive, le leader du classement général avait tendance à accumuler beaucoup de points en montagne ce qui lui assurait une bonne place dans le classement de la montagne comme celui à points, et lui permettait ainsi de faire bien souvent le doublé classement général et classement du combiné.

## Palmarès

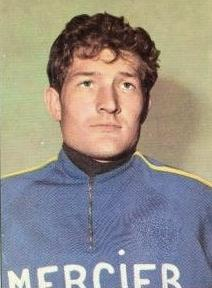
Cyrille Guimard en 1971.

| Année     | Coureur               | Équipe                   | Points       | Autres maillots  |
| --------- | --------------------- | ------------------------ | ------------ | ---------------- |
| 1970      | Guido Reybrouck       | Germanvox                |              | Points           |
| 1971      | Cyrille Guimard       | Fagor-Mercier-Hutchinson |              | Points           |
| 1972      | José Manuel Fuente    | Kas-Kaskol               |              | Général Montagne |
| 1973      | Eddy Merckx           | Molteni                  |              | Général Points   |
| 1974      | José Luis Abilleira   | La Casera                |              | Montagne         |
| 1975-1985 | Pas attribué          | Pas attribué             | Pas attribué | Pas attribué     |
| 1986      | Sean Kelly            | Kas                      |              | Points           |
| 1987      | Laurent Fignon        | Système U                |              | -                |
| 1988      | Sean Kelly            | Kas-Canal 10             |              | Général Points   |
| 1989      | Óscar de Jesús Vargas | Postobón                 |              | Montagne         |
| 1990      | Federico Echave       | CLAS-Cajastur            |              | -                |
| 1991      | Federico Echave       | CLAS-Cajastur            |              | -                |
| 1992      | Tony Rominger         | CLAS-Cajastur            |              | Général          |
| 1993      | Jesús Montoya         | Amaya Seguros            |              | -                |
| 1994-2001 | Pas attribué          | Pas attribué             | Pas attribué | Pas attribué     |
| 2002      | Roberto Heras         | US Postal Service        | 9            | -                |
| 2003      | Alejandro Valverde    | Kelme-Costa Blanca       | 9            | -                |
| 2004      | Roberto Heras         | Liberty Seguros-Würth    | 6            | Général          |
| 2005      | Denis Menchov         | Rabobank                 | 9            | -                |
| 2006      | Alexandre Vinokourov  | Astana-Würth             | 8            | Général          |
| 2007      | Denis Menchov         | Rabobank                 | 4            | Général Montagne |
| 2008      | Alberto Contador      | Astana                   | 6            | Général          |
| 2009      | Alejandro Valverde    | Caisse d'Épargne         | 7            | Général          |
| 2010      | Vincenzo Nibali       | Liquigas-Doimo           | 9            | Général          |
| 2011      | Christopher Froome    | Sky                      | 16           | Général          |
| 2012      | Alejandro Valverde    | Movistar                 | 8            | Points           |
| 2013      | Christopher Horner    | RadioShack-Leopard       | 5            | Général          |
| 2014      | Alberto Contador      | Tinkoff-Saxo             | 6            | Général          |
| 2015      | Joaquim Rodríguez     | Katusha                  | 16           | -                |
| 2016      | Nairo Quintana        | Movistar                 | 8            | Général          |
| 2017      | Christopher Froome    | Sky                      | 5            | Général Points   |
| 2018      | Simon Yates           | Mitchelton-Scott         | 11           | Général          |

## Statistiques

### Palmarès par nations
| # | Pays            | Nombre de victoires | Nombre de vainqueurs différents | Dernière victoire           |
| - | --------------- | ------------------- | ------------------------------- | --------------------------- |
| 1 | Espagne         | 13                  | 8                               | Joaquim Rodríguez (2015)    |
| 2 | Grande-Bretagne | 3                   | 2                               | Simon Yates (2018)          |
| 3 | Belgique        | 2                   | 2                               | Eddy Merckx (1973)          |
| 3 | Colombie        | 2                   | 2                               | Nairo Quintana (2016)       |
| 3 | France          | 2                   | 2                               | Laurent Fignon (1987)       |
| 3 | Irlande         | 2                   | 1                               | Sean Kelly (1988)           |
| 3 | Russie          | 2                   | 1                               | Denis Menchov (2007)        |
| 8 | États-Unis      | 1                   | 1                               | Christopher Horner (2013)   |
| 8 | Italie          | 1                   | 1                               | Vincenzo Nibali (2010)      |
| 8 | Kazakhstan      | 1                   | 1                               | Alexandre Vinokourov (2006) |
| 8 | Suisse          | 1                   | 1                               | Tony Rominger (1992)        |

### Multiples vainqueurs
| # | Vainqueurs         | Pays            | Nombre de victoires | Années             |
| - | ------------------ | --------------- | ------------------- | ------------------ |
| 1 | Alejandro Valverde | Espagne         | 3                   | 2003, 2009 et 2012 |
| 2 | Sean Kelly         | Irlande         | 2                   | 1986 et 1988       |
| 2 | Federico Echave    | Espagne         | 2                   | 1990 et 1991       |
| 2 | Roberto Heras      | Espagne         | 2                   | 2002 et 2004       |
| 2 | Denis Menchov      | Russie          | 2                   | 2005 et 2007       |
| 2 | Alberto Contador   | Espagne         | 2                   | 2008 et 2014       |
| 2 | Christopher Froome | Grande-Bretagne | 2                   | 2011 et 2017       |